# Sabalia thalia
Sabalia thalia är en fjärilsart som beskrevs av J. Malcolm Fawcett 1915. Sabalia thalia ingår i släktet Sabalia och familjen fältspinnare, Brahmaeidae. Inga underarter finns listade i Catalogue of Life.